# Samel Šabanović
Samel Šabanović (sinh ngày 23 tháng 12 năm 1983) là một cầu thủ bóng đá người Montenegro thi đấu ở Giải bóng đá vô địch quốc gia Thụy Sĩ và Danish Superliga, và những giải đấu khác.

## Sự nghiệp
Anh ký hợp đồng cho FC Wil từ FC Kreuzlingen của 1. Liga vào ngày 28 tháng 1 năm 2006.
Đầu mùa giải 2007–08, anh ghi 4 bàn thắng trong trận đấu trước FC Chiasso vào ngày 4 tháng 8 năm 2007, trận đấu kết thúc với chiến thắng 5–2.